# Westmorland and Furness
Westmorland and Furness ist eine Unitary Authority in der zeremoniellen Grafschaft Cumbria in England. Der offizielle Sitz ist  in Kendal. Auf dem Gebiet von Westmorland and Furness bestehen 155 Gemeinden (Parishes). Im Jahr 2021 hatte es eine Bevölkerung von 226.592. Westmorland and Furness wurde am 1. April 2023 durch die Fusion der drei Districts Barrow-in-Furness, Eden und South Lakeland gebildet. Es umfasst die traditionelle Grafschaft Westmorland, Furness aus der traditionellen Grafschaft Lancashire, 23 % der Fläche sowie 10 % der Bevölkerung der historischen Grafschaft Cumberland und einen kleinen Gebietsteil von West Riding of Yorkshire der historischen Grafschaft Yorkshire.

## Siedlungen
Die größte Stadt in der Unitary Authority ist Barrow-in-Furness. Andere Städte sind:
| Ehemaliger District | Ehemaliger Verwaltungssitz | andere Orte                                                                                     |
| ------------------- | -------------------------- | ----------------------------------------------------------------------------------------------- |
| Barrow-in-Furness   | Barrow-in-Furness          | Askam-in-Furness Ireleth Dalton-in-Furness Roose                                                |
| Eden                | Penrith                    | Alston Appleby-in-Westmorland Dacre Kirkby Stephen Shap Skelton                                 |
| South Lakeland      | Kendal                     | Ambleside Bowness-on-Windermere Grange-over-Sands Kirkby Lonsdale Sedbergh Ulverston Windermere |

### Partnerschaften
| Ort               | Partnerstadt                             |
| ----------------- | ---------------------------------------- |
| Dalton-in-Furness | Dalton, Pennsylvania, Vereinigte Staaten |
| Kendal            | Killarney, Irland Rinteln, Deutschland   |
| Penrith           | Penrith, New South Wales, Australien     |
| Sedbergh          | Zreče, Slowenien                         |
| Ulverston         | Albert, Frankreich                       |
| Windermere        | Dießen am Ammersee, Deutschland          |